# مركز بيرسادا جوهور الدولي للمؤتمرات
مركز بيرسادا للمؤتمرات تُشتق كلمة بيرسادا من اللغة الملايوية وتعني مكانًا به درجات ليجلس عليه أحد أفراد العائلة المالكة ويدير الأمور الرسمية. كانت المنطقة التي يقع فيها مركز المؤتمرات اليوم موقعًا لمعسكر قوة جوهر العسكرية، وبقايا جوهر بهرو المبكرة. تمتد منطقة مركز المؤتمرات على مساحة 2.43 هكتارًا، فيما يغطي المبنى مساحة 1.69 هكتارًا.
تم تصميم المبنى بسقف يشبه القبعة الرسمية لسلطنة جوهر. كما يتكون مركز المؤتمرات من قاعات وغرف اجتماعات وقاعات معارض ومسرح ومطعم. يمكن الوصول إلى مركز المؤتمرات عن طريق حافلة الموافقات رقم P-101.